# Mega Man X4
Mega Man X4 släpptes 1997 är det fjärde spelet i serien om  Mega Man X.

## Story
Det har gått en lång tid sedan X besegrade Sigma och Dr. Dopplers senaste attack. Världen har på nytt börjat byggas upp och flera Mavericks har förintats. Maverick Hunters har blivit hyllade för sina insatser, och tillsammans med en av de starkaste styrkorna, Repliforce, har de lyckats börja bygga på det paradis som alla drömmer om. Det paradis där människor och Reploids kan leva i fred tillsammans utan att några Maverick ska förstöra allt. Zero har blivit god vän med en av de högst rankade i Repliforce; Colonel. Och inte nog med det, han har också blivit förälskad i Colonels syster Iris. Tillsammans bekämpar de alla kvarvarande Mavericks, och snart finns det inte många kvar. Allt såg ut att gå enligt planerna, tills en dag. Sky Lagoon, en stad i himmelen, håller på att falla ner. Rapporter säger att det är Repliforce som ligger bakom det hela, så X och Zero skickas dit. Där stöter de på Magma Dragoon, en före detta Maverick Hunter som just i det ögonblicket förråder Maverick Hunters och går med Mavericks. De finner även Iris, och därefter Colonel. Zero uppmanar Colonel att sluta med vad de håller på med, men Colonel vägrar. Det visar sig att General, ledaren för Repliforce, har plötsligt ändrat uppfattning och bestämt sig för att bygga ett paradis endast för Reploids, och tänker därmed utrota människorna. X och Zero tänker inte acceptera detta, och förklarar mer eller mindre krig mot Repliforce utan att egentligen vilja det.
Under spelets gång kommer det att visa sig att Repliforce inte alls har med saken att göra. Istället har Sigma skickat ut diverse spioner, däribland Double, som ska få Maverick Hunters och Repliforce i obalans med varandra. På detta vis kommer de till slut att vilja förinta varandra och när detta har hänt är världen öppen för Sigma att attackera den.

### Mavericks
Detta är en lista över alla de Mavericks som X, Zero och Axl kommer stöta på under spelens gång. Det finns åtta stycken i varje spel, och de baseras ofta på djur eller plantor.
| Engelskt namn  | Japanskt namn   | Nivå           | Specialvapen   | Specialteknik                                 | Svaghet                   |
| -------------- | --------------- | -------------- | -------------- | --------------------------------------------- | ------------------------- |
| Web Spider     | Web Spidus      | Jungle         | Lightning Web  | Raijingeki (Thunder God Attack)               | Twin Slasher/Z-Saber      |
| Cyber Peacock  | Cyber Kujacker  | Cyberspace     | Aiming Laser   | Rakuhouha (Fallen Phoenix Crush)              | Soul Body/Ryuenjin        |
| Storm Owl      | Storm Fukurowl  | Air Force      | Double Cyclone | Tenkuuha (Sky Command)                        | Aiming Laser/Rakuhouha    |
| Magma Dragoon  | Magmard Dragoon | Volcano        | Rising Fire    | Ryuenjin (Dragon Flame Blade)                 | Double Cyclone/Raijingeki |
| Jet Stingray   | Jet Stingren    | Marine Base    | Ground Hunter  | Hienkyaku (Flying Jump / Flying Swallow Legs) | Frost Tower/Hyouretsuzan  |
| Split Mushroom | Sprit Mushroom  | Bio Laboratory | Soul Body      | Kuuenbu/Kuuenzan (Sky Waltz/Sky Slash)        | Lightning Web/Raijingeki  |
| Slash Beast    | Slash Beastleo  | Military Train | Twin Slasher   | Shippuga (Hurricane Fang)                     | Ground Hunter/Raijingeki  |
| Frost Walrus   | Frost Kibatodos | Snow Base      | Frost Tower    | Hyouretsuzan (Ice Stab / Ice Fury Slash)      | Rising Fire/Ryuenjin      |

### Fotnoter
1. ↑  ”Mega Man X4” (på engelska). Mobygames. 20 mars 1997. http://www.mobygames.com/game/mega-man-x4. Läst 17 maj 2015.